# الحضارة (لعبة)
الحضارة (بالإنجليزية: Civilization)‏ هي لعبة إستراتيجية من خمسة أجزاء أساسية والعديد من الأجزاء الفرعية، بإنتاج سيد ماير وعدد من الشركات العالمية. تعتمد على استراتيجية تناوب الأدوار في تركيبتها الأساسية. يقوم فيها اللاعب بمباراة عدة حضارات حول العالم منذ نشأة التاريخ وحتى عصر الفضاء.

## النسخة الأولى
خرجت للأسواق في عام 1991 بشعار "ابن حضارة تتحمل اختبار الزمن"، تبدأ اللعبة من الألفية الرابعة قبل الميلاد، وتم إنتاجها لنظام دوس، تواجدت فيها اربع عشرة حضارة:
| الحضارة    | القائد (ة)      | العاصمة      |
| ---------- | --------------- | ------------ |
| الرومانية  | يوليوس قيصر     | روما         |
| البابلية   | نبوخذ نصر       | بابل         |
| الألمانية  | فريدريك بربروسا | برلين        |
| المصرية    | رمسيس الثاني    | طيبة         |
| الأمريكية  | أبراهام لينكون  | واشنطن       |
| الإغريقية  | الإسكندر        | أثينا        |
| المغولية   | جنكيز خان       | قراقورم      |
| والروسية   | كاثرين          | موسكو        |
| الزولية    | شاكا            | زيمبابوي     |
| الفرنسية   | لويس الرابع عشر | باريس        |
| الآزتك     | مونتيزوما       | تينوتشتيتلان |
| الصينية    | ماو تسي تونغ    | بكين         |
| الإنجليزية | هنري الثامن     | لندن         |
| الهندية    | غاندي           | دلهي         |

## النسخة الثانية
تم إطلاقها للبيع عام 1996، وبتصميم سيد ماير على حاسب شخصي، ثم على بلايستيشن 2 في 2002، وشهدت تطوراً في تقنية اللعبة وجودتها. وأضيفت حضارات جديدة عن الجزء الأول، وقائد (ة) جديد لكل حضارة.
| الحضارة    | القائد (ة) الجديد            |
| الرومانية  | ليفيا                        |
| البابلية   | عشتار                        |
| الألمانية  | ماريا تيريزا                 |
| المصرية    | كليوباترا                    |
| الأمريكية  | إليانور روزفلت               |
| الإغريقية  | هيبوليتا                     |
| المغولية   | بورته                        |
| الروسية    | فلاديمير لينين               |
| الزولو     | شاكالا                       |
| الفرنسية   | جان دارك                     |
| الأزتيك    | نازكا                        |
| الصينية    | وو زيتيان                    |
| الإنجليزية | إليزابيث الأولى ملكة إنكلترا |
| الهندية    | أنديرا غاندي                 |
| ---------- | ---------------------------- |

| الحضارات الجديدة   | الحضارات الجديدة  |           |         |
| الحضارة            | القائد            | القائدة   | العاصمة |
| إمبراطورية قرطاجية | حنبعل             | عليسة     | قرطاج   |
| كلت                | كيونوبيلان        | بوديكا    | كارديف  |
| اليابان            | توكوغاوا إيه-ياسو | أماتيراسو | كيوتو   |
| [[ال\|}            |                   |           |         |
| ------------------ | ----------------- | --------- | ------- |

### اجزاء أخرى
- الحضارة 5
- سيفيليزيشن 5 : قودز أند كينقز
- سيفيليزيشن 5 : براف نيد ورلد